# 昭和町 (刈谷市)
昭和町（しょうわちょう）は、愛知県刈谷市の町名。現行行政地名は昭和町1丁目から2丁目。

## 地理
刈谷市東部に位置し、東は八軒町、西は神明町、南は幸町・中山町・相生町・桜町、北は朝日町・丸田町に接する。
トヨタグループ企業の敷地が大半を占めている。

## 世帯数と人口
2021年（令和3年）12月1日現在の世帯数と人口は以下の通りである。
| 町丁   | 世帯数 | 人口 |
| ------ | ------ | ---- |
| 昭和町 | 80世帯 | 80人 |

## 学区
市立小・中学校に通う場合、学区は以下の通りとなる。
| 番・番地等 | 小学校               | 中学校               | 高等学校普通科 |
| ---------- | -------------------- | -------------------- | -------------- |
| 全域       | 刈谷市立小高原小学校 | 刈谷市立刈谷東中学校 | 三河学区       |

## 歴史

### 町名の由来
「刈谷林」と呼ばれる山林原野であった当地の開発が始まったのが昭和期であったことによる。

### 沿革
- 1960年（昭和35年） - 大字刈谷・熊・高津波・重原の各一部より、昭和町が成立[1]。

## 施設
- デンソー本社
- アイシン本社
- トヨタ車体刈谷工場

## 交通
- 愛知県道51号知立東浦線
- 愛知県道282号今川刈谷停車場線

## 郵便番号
448-0029（集配局：刈谷郵便局）。